# 대니얼 트렌턴
대니얼 트렌턴(영어: Daniel Trenton, 1977년 3월 1일 ~ )는 2000년 올림픽에서 은메달을 획득한 오스트레일리아의 전 태권도 선수이다. 2008년 올림픽에서는 오스트레일리아 국가대표 코치를 했다.

## 유년기
1977년 3월 1일 멜버른에서 태어났다. 트렌턴은 피즈어리 노스에 있는 공영주택에서 어린시절을 보냈다. 11번째 생일에 부모님이 그를 무술 수업에 보냈고 그후 태권도를 배우기 시작했다. 빅토리아 태권도 아카데미에서 태권도 훈련을 했다. 1995년에 빅토리아 스포츠 연구소로부터 장학금을 받았다. 준노가 그의 코치중 한명이였다.

## 선수 경력
트렌턴은 국제대회에서 해비급으로 출전을 하였고 멜버른에서 열린 1996년 아시아 태권돗 선수권 대회에서 은메달을 따기전까지 2개의 대회에 참가하였다. 1997년에는 월드컵에 참가하여 동메달을, 1999년에는 세계 태권도 선수권 대회에 참가하여 동메달을 획득하였다. 이 당시에 트렌턴은 태권도 강사로 활동중이였으며, 빅토리아 대학교에서 휴양관리관련 공부를 했다.
2000년 하계 올림픽을 앞두고 트렌턴은 10번이나 오스트레일리아 챔피언십에서 우승을 했다. 트렌턴은 2000년 올림픽에 출전해 결승전까지 진출했지만 대한민국의 김경훈에게 6-2로 패하며 우승에 실패하였고 은메달을 획득하였다. 은메달을 획득한 이후 그는 모나시 대학교의 장학금을 받기로 하였고 변호사가 되기 위해 법학 공부를 하기로 결정했다. 모나시 대학교에서, 그는 모나시 대학교 팀을 코치했다.] 2001년에 그는 세계 태권도 선수권 대회에 8강까지 진출했고, 그리고 2002년 암만]에서 열린 아시아 선수권 대회와 도쿄에서 열린 월드컵에서는 준우승을 했다.
트렌턴은 2004년 하계 올림픽에서는 이전보다 한체급 낮은 웰터급(-80kg급)에 참가하였다. 하지만 이번 대회에서는 8강전에서 이란의 유세프 카라미에게 패하며 결승전에 진출하지 못했다.

## 은퇴 후
트렌턴은 2005년 11월에 태권도 오스트레일리아에 수석코치로 임명되었다. 2006년 ~ 2007년에는 오스트레일리아 태권도의 이사회를 담당했다. 2007년에는 오스트레일리아 스포츠 연구소소속 태권도 수석 코치였으며, 2008년에는 올림픽 태권도 오스트레일리아 대표팀 수석코치를 했다.

## 같이 보기
- 로렌 번스
- 김경훈